# ТГ-02
ТГ-02 (по ГОСТ 17147-80 или ВТУ № ЕУ-66-54 МХП, сокращение от «Топливо ГИПХ-02», также несекретное название — «продукт Самин») — горючее,  являющееся смесью технических изомерных ксилидинов и технического триэтиламина в соотношении 1:1 (по массе). Представляет собой легкоподвижную маслянистую жидкость от жёлтого до темно-коричневого цвета с характерным для жирных аминов запахом. По своим токсикологическим характеристикам относится к третьему классу опасности (ПДК составляет 3 мг/м³).
Применяется в качестве компонента ракетного топлива для ЖРД, в паре с окислителями на основе азотной кислоты, при контакте с которыми самовоспламеняется.
Состав горючего ТГ-02 разработан ещё в Германии в годы Второй мировой войны и имел немецкое название — «Тонка-250». Использовался на ряде крылатых, зенитных и баллистических ракет, а также на ракетах-носителях. Также, были разработаны смеси «Тонка-500» (35 % октана, 20 % бензола, в том числе ксилол, 12 % ксилидина, 10 % анилина, 10 % метил-винилового эфира, 8 % этиламина, 5 % метиламина) и R-Stoff (последняя часто отождествляется с горючим «Тонка-250», хотя содержит иное соотношение компонентов — 43 % триэтиламина и 57 % ксилидинов (весовое)).

## Физические свойства
- Плотность при 20°C: 0,835-0,855 г/см³
- Температура самовоспламенения: 380 °C
- Температура вспышки в закрытом тигле: −10 °C
- Температурные пределы воспламенения горючего с воздухом:
  - нижний: −10 °C
  - верхний: 24 °C
- Концентрационные пределы воспламенения паров горючего с воздухом:
  - нижний: объёмная доля — 1 %
  - верхний: объёмная доля — 6 %
- Массовые доли:
  - триэтиламина (с диэтиламином): 50-52 %
  - изомерных ксилидинов: 48-50 %
  - воды: 0,20 %
  - механических примесей: 0,003 %

## Предельно допустимые концентрации
- ПДК триэтиламина:
  - в воздухе рабочей зоны: 10 мг/м3
  - в воздухе населённых мест: 0,14 мг/м3 (максимально разовая и среднесуточная)
- ПДК ксилидина:
  - в воздухе рабочей зоны: 3 мг/м3
  - в воздухе населённых мест: 0,002 мг/м3 (среднесуточная)